# Brainerd International Raceway
Der Brainerd International Raceway ist eine Motorsport-Rennstrecke rund zehn Kilometer nordwestlich von Brainerd, Minnesota in den Vereinigten Staaten von Amerika.

## Streckenbeschreibung
Der Straßenkurs ist 4.989 Meter lang, hat zehn Kurven und wird im Uhrzeigersinn befahren. Zum Areal gehören außerdem noch eine Kartbahn und eine Dragsterrennstrecke, auf der aktuell jährlich die NHRA Nationals stattfinden.

## Geschichte

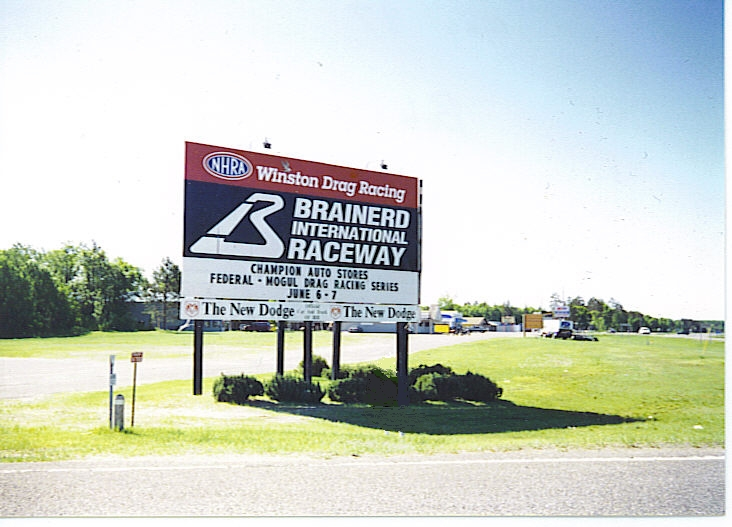
Eingang zur Strecke im Mai 1997

Der Brainerd International Raceway wurde 1963 als Donnybrooke Speedway eröffnet. Streckenbesitzer und Luftfahrt-Pilot George Montgomery wollte sich damit eine eigene Strecke zum Ausfahren seiner Cobra 427 kreieren und erwarb dafür Land nördlich der Kleinstadt Brainerd, auf dem er mithilfe von SCCA-Regional-Leiter Bill Peters Sr. eine Hochgeschwindigkeitsstrecke mit einer Start-Zielgerade von fast einer Meile Länge entwarf. Im Jahr 1973 erhielt die Strecke nach einem Besitzerwechsel ihren heutigen Namen.
1994 wurde der Kurs an den Geschäftsmann Donald Williamson aus Michigan verkauft. Dieser konzentrierte sich vornehmlich auf die Veranstaltung der populären Drag Racing Events. Die Rundstreckenrennen auf dem Kurs kamen zwischenzeitlich zum Erliegen.
2006 wurde die Anlage an die neuen Betreiber Jed und Kristi Copham verkauft die den Kurs für Rundstreckenrennen wiederbelebten. 2008 wurde die Strecke um die neue, verkürzte Streckenvariante des Competition Course erweitert. Gleichzeitig wurde parallel zur nun exklusiv den Dragstern vorbehaltenen ehemaligen Startgerade eine Umgehungsgerade für den Donnybrooke-Kurs geschaffen.
2015 wurde die Einfahrt in die neue Pitlane des Competition-Kurses verlängert.

## Veranstaltungen
Im Jahr 1969 beherbergte die Strecke zwei Rennen zur USAC-Indy-Car-Serie, die von Gordon Johncock und Dan Gurney gewonnen wurden. Seit 1969 ist die Strecke zudem Bestandteil des Kalenders der Trans-Am-Serie.
In den 1970er und 1980er Jahren fanden auf dem Straßenkurs Läufe zu zahlreichen nationalen Rennserien, wie der CanAm, den IMSA- und der Formel 5000 statt.
In den 80er Jahren etablierte sich der Highspeed-Kurs als Austragungsort der Moto-America-Serie für Motorräder, die zurzeit (Stand 2023) neben den Dragsterveranstaltungen der NHRA auch die einzige professionelle Rundstreckenveranstaltung auf dem Kurs ausrichten. Zwischen 1989 und 1991 war die Strecke Austragungsort des US-amerikanischen Laufs zur Superbike-Weltmeisterschaft.

### Sieger der Superbike-WM-Läufe
| Jahr | 1. Lauf                  | 2. Lauf                  |
| ---- | ------------------------ | ------------------------ |
| 1989 | Raymond Roche (Ducati)   | Raymond Roche (Ducati)   |
| 1990 | Stéphane Mertens (Honda) | Doug Chandler (Kawasaki) |
| 1991 | Doug Polen (Ducati)      | Doug Polen (Ducati)      |